# Brasilândia de Minas
Brasilândia de Minas – miasto i gmina w Brazylii, w stanie Minas Gerais. Znajduje się w mikroregionie Paracatu.